# 应尚才
应尚才（1896年—1982年），男，浙江奉化人，中国机械工程专家、教育家，曾任北方交通大学教授。

## 家庭
哥哥应尚德，弟弟应尚能。